# Luverdense Esporte Clube
Il Luverdense Esporte Clube, noto anche semplicemente come Luverdense, è una società calcistica brasiliana con sede nella città di Lucas do Rio Verde, nello stato del Mato Grosso.

## Storia
Il club è stato fondato il 24 gennaio 2004 da parte di alcuni imprenditori e agricoltori. Il nome del club, Luverdense, è un riferimento a chi nasce nella città di Lucas do Rio Verde.
Il club ha vinto la Copa Governador de Mato Grosso nel 2004, nel 2007 e nel 2011. In qualità di vincitore dell'edizione 2007, il club si è qualificato per il Campeonato Brasileiro Série C 2008. Il Luverdense ha vinto il Campionato Mato-Grossense per la prima volta il 17 maggio 2009, dopo aver battuto l'Araguaia in finale.
Il club è stato eliminato alla prima fase del Campeonato Brasileiro Série C nel 2005, alla terza fase nel 2008, alla prima fase nel 2009, alla prima fase nel 2010, e di nuovo alla prima fase nel 2011.

## Palmarès

### Competizioni regionali
- Copa Verde: 1

2017

### Competizioni statali
- Campionato Mato-Grossense: 3

2009, 2012, 2016
- Copa Governador de Mato Grosso: 3

2004, 2007, 2011

### Altri piazzamenti
- Campeonato Brasileiro Série C:

Terzo posto: 2013
- Copa Verde:

Semifinalista: 2015, 2018

## Organico

### Rosa 2020
| N. |                    | Ruolo | Calciatore      |
| -- | ------------------ | ----- | --------------- |
|    | Brasile (bandiera) | P     | Diogo Silva     |
|    | Brasile (bandiera) | P     | Gabriel Leite   |
|    | Brasile (bandiera) | P     | Gabriel Soares  |
|    | Brasile (bandiera) | P     | Thomazela       |
|    | Brasile (bandiera) | D     | Airton          |
|    | Brasile (bandiera) | D     | Gabriel Valongo |
|    | Brasile (bandiera) | D     | Luiz Otávio     |
|    | Brasile (bandiera) | D     | Pablo           |
|    | Brasile (bandiera) | D     | Marcão          |
|    | Brasile (bandiera) | D     | Gabriel Passos  |
|    | Brasile (bandiera) | D     | Paulinho        |
|    | Brasile (bandiera) | D     | Raul Prata      |
|    | Brasile (bandiera) | C     | Alaor Júnior    |
|    | Brasile (bandiera) | C     | Caio Quiroga    |
|    | Brasile (bandiera) | C     | Diogo Sodré     |
|    | Brasile (bandiera) | C     | Jean Patrick    |

| N. |                    | Ruolo | Calciatore     |
| -- | ------------------ | ----- | -------------- |
|    | Brasile (bandiera) | C     | Kazu           |
|    | Brasile (bandiera) | C     | Leandro        |
|    | Brasile (bandiera) | C     | Mauricio       |
|    | Brasile (bandiera) | C     | Moacir         |
|    | Brasile (bandiera) | C     | Ricardo        |
|    | Brasile (bandiera) | C     | Sérgio Mota    |
|    | Brasile (bandiera) | A     | Alfredo        |
|    | Brasile (bandiera) | A     | Café           |
|    | Brasile (bandiera) | A     | Douglas Baggio |
|    | Brasile (bandiera) | A     | Eder           |
|    | Brasile (bandiera) | A     | Hugo Cabral    |
|    | Brasile (bandiera) | A     | João Vitor     |
|    | Brasile (bandiera) | A     | Lucas Braga    |
|    | Brasile (bandiera) | A     | Rafael Silva   |
|    | Brasile (bandiera) | A     | Raphael Macena |
|    | Brasile (bandiera) | A     | Tozin          |